# 15 floréal
15 germinal 15 prairial
Le quintidi 15 floréal, officiellement dénommé jour du ver à soie, est le 225e jour de l'année du calendrier républicain.
C'était généralement le 4e jour du mois de mai dans le calendrier grégorien.

## Événements
- An I (4 mai 1793) : promulgation de la Loi du Maximum